# HMS Royal Sovereign (05)
«Роял Соверін» (05) (англ. HMS Royal Sovereign (05) — військовий корабель, лінійний корабель типу «Рівендж» Королівського військово-морського флоту Великої Британії за часів Першої та Другої світових війн.
«Роял Соверін» був закладений 15 січня 1914 року на верфі компанії Palmers Shipbuilding and Iron Company, Геббурн. 29 квітня 1915 року відбулася церемонія спуску корабля на воду, а 30 грудня 1916 року він увійшов до складу Королівських ВМС Великої Британії. Протягом останніх років Першої світової війни корабель служив у лавах Великого Флоту й жодного разу не брав участі в бойових діях. На початку 1930-х років його направили для проходження служби до Середземноморського флоту з базуванням на Мальті.
На відміну від лінійних кораблів типу «Квін Елізабет», «Роял Соверін» з лінкорами його типу не були модернізовані в міжвоєнний період. Перед початком Другої світової війни у вересні 1939 року лише корабельна зенітна батарея зазнала незначного удосконалення. Перебуваючи у складі Домашнього флоту, «Роял Соверін» було доручено охороняти конвой до травня 1940 року, після чого він повернувся до Середземноморського флоту. Лінкор був залучений у битві при Калабрії в липні 1940 року, але через повільну швидкість старого корабля, він так і не вступив у бій з італійськими лінкорами. У березні 1942 року його призначили до Східного флоту в Індійському океані, але після рейду в Індійському океані «Кідо Бутаї» адмірала Нагумо корабель був переведений до Східної Африки для супроводу конвоїв. У січні 1944 року він повернувся до Великої Британії, а в травні Королівський флот передав «Роял Соверін» радянському флоту, який перейменував його в «Архангельськ». З літа 1944 року радянський лінкор «Архангельськ» супроводжував арктичні конвої до Кольського аж до кінця війни. Радянська влада повернула корабель у 1949 році, після чого його розібрали на брухт.

## Історія

### Опис корабля
Загальна довжина лінкора «Роял Соверін» становила 189,2 м, ширина 27,0 м і глибина осадки 10 м. Проєктна водотоннажність становила 28 236 тонн і 31 630 тонн при повному навантаженні. Рушійна установка приводилася в дію чотирма паровими турбінами «Парсонс», яка використовувала пару з вісімнадцяти котлів Babcock & Wilcox, що працювали на нафті. Турбіни мали потужність 40 000 кінських сил на валу (29 828 кВт) і максимальну швидкість 21 вузол (38,9 км/год). Дальність ходу корабля становила 7 000 морських миль (12 964 км) на крейсерській швидкості 10 вузлів (18,5 км/год). У 1921 році екіпаж нараховував 1240 офіцерів і матросів. Після завершення будівництва «Роял Соверін» коштував 2 570 504 фунтів стерлінгів.

### Озброєння
Корабель озброювався вісьмома казнозарядними 15-дюймовими (381-мм) гарматами Mk I у чотирьох здвоєних гарматних баштах, попарно в носовій і кормовій частинах надбудови, позначених буквами «A», «B», «X» і «Y» спереду назад. Дванадцять із чотирнадцяти 6-дюймових (152-мм) гармат BL Mk XII були встановлені в казематах уздовж борту корабля на міделі; одна пара стояла на палубі укриття і були захищені гарматними щитами. Його зенітне озброєння складалося з двох швидкострільних 3-дюймових (76 мм) зенітних гармат QF 3-inch 20 cwt.
У серпні-вересні 1924 року 3-дюймові гармати були замінені на пару 4-дюймових (102-мм) гармат QF Mk V. Під час переобладнання корабля в 1927–28 роках 6-дюймові гармати з палуби було видалено та додано пару 4-дюймових зенітних гармат. Вони були замінені на вісім 4-дюймових гармат QF Mk XVI у здвоєних баштах під час модернізації «Роял Соверін» у 1937—1938 роках. Пара восьмиствольних 2-фунтових «помпонів» була додана в 1932 році вздовж труби, а два чотириствольних «помпони» були додані на початку 1942 року на вершинах башт «B» і «X». Десять 20-мм гармат «Ерлікон» були також встановлені в 1941 році. Ще шість були додані в 1943 році. «Роял Соверін» спочатку був оснащений чотирма зануреними 21 дюймовими (533-мм) торпедними апаратами на борту, хоча задню пару було знято в 1932 році. Передню пару також було знято в 1937—1938 роках, під час останнього передвоєнного ремонту корабля.
«Роял Соверін» був укомплектований двома директорами керування вогнем, оснащеними 15-футовими (4,6 м) далекомірами. Один був встановлений над бойовою рубкою, захищений броньованим кожухом, а інший — у сповіщувачі над триногою фок-щогли. Кожна башта також була оснащена 15-футовим далекоміром. Основне озброєння також могло управлятися з башти «X». Допоміжне озброєння в основному контролювалося директорами, встановленими з обох боків платформи компаса на фок-щоглі після того, як вони були встановлені в березні 1917 року. 30-футовий (9,1 м) далекомір замінив менший далекомір, який спочатку був встановлений у башті «X» у 1919 році. Так само інший великий далекомір був встановлений у башті «B» під час переобладнання корабля в 1921—1922 роках. Під час того ж ремонту над мостом було додано простий висококутовий далекомір.
До 1942 року були встановлені радіолокаційна станція попередження про повітряну загрозу типу 279, наземна РЛС типу 273, артилерійська РЛС типу 284 і дві зенітні артилерійські РЛС типу 285. До вересня 1943 року радар типу 284 був замінений на вдосконалений тип 284B, а два радари типу 282 були встановлені на «помпони».

### Історія служби

#### Перша світова війна
30 травня 1916 року, через три тижні після введення в експлуатацію, «Роял Соверін» прибув до Скапа-Флоу, коли командувач флотом адмірал Джон Джелліко наказав Великому Флоту вийти в море. Джелліко навмисно залишив «Роял Соверін» у порту через недосвідченість його екіпажу; внаслідок чого новітній лінкор пропустив Ютландську битву наступного дня. Через кілька місяців «Роял Соверін» завершив повний курсу бойової підготовки флоту, збільшивши чисельну перевагу Великого флоту над німецьким флотом відкритого моря.
Великий Флот вирушив 18 серпня 1916 року, щоб влаштувати засідку на Флот відкритого моря, який просувався в південну частину Північного моря, але низка непорозумінь і помилок під час дії 19 серпня не дозволила Джелліко перехопити німецький флот до того, як він повернувся в порт. Два легкі крейсери були потоплені німецькими підводними човнами під час операції, що спонукало Джелліко більше не ризикувати основними підрозділами флоту через панування німецьких підводних човнів у цій акваторії та значну кількість мінних полів.
У квітні 1918 року Флот відкритого моря знову здійснив вилазку, щоб атакувати британські конвої до Норвегії. Вони дотримувалися суворого режиму радіомовчання під час операції, що не дозволило криптоаналітикам кімнати 40 попередити нового командувача Великого флоту, адмірала Девіда Бітті. Британці дізналися про операцію лише після того, як нещасний випадок на борту лінійного крейсера «Мольтке» змусив її порушити радіомовчання, щоб повідомити німецькому командиру про свій стан. Тоді Бітті наказав Великому флоту вийти в море, щоб перехопити німців, але він не зміг наздогнати Флот відкритого моря, перш ніж той повернувся до Німеччини. Це був останній раз і до кінця війни, коли «Роял Соверін» і решта Великого флоту виходили в море. 21 листопада 1918 року, після перемир'я, весь Великий флот залишив базу, щоб супроводжувати німецький флот, який капітулював, до Скапа-Флоу.

#### Міжвоєнний період
Після завершення війни «Роял Соверін» був відправлений на ремонт у сухий док в Інвергордоні. Після повернення до строю наприкінці 1919 року корабель був приписаний до 1-ї бойової ескадри Атлантичного флоту. Конфлікти між Грецією та Османською імперією, що розвалювалася, спонукали Королівський флот розгорнути сили в східному Середземномор'ї. У квітні 1920 року «Роял Соверін» та однотипний «Резолюшн» прибули до регіону через Мальту [25]. Перебуваючи в столиці Османської імперії Константинополі, «Роял Соверін» та інші британські військові кораблі взяли на борт білих емігрантів, які тікали від комуністичної Червоної армії. Серед тих біженців на борту «Роял Соверін» була принцеса з роду Голіциних.
Вашингтонська морська угода 1922 року скоротила чисельність лінкорів Королівського флоту з сорока кораблів до п'ятнадцяти. Інші активні бойові кораблі були розподілені між Атлантичним і Середземноморським флотами і щорічно проводили спільні операції. «Роял Соверін» залишався в Атлантичному флоті до 1926 року. 4 жовтня 1927 року його перевели в резерв для проведення капітального ремонту. 15 травня 1929 року переобладнання було закінчено і корабель був зарахований до 1-ї бойової ескадри Середземноморського флоту. Ескадра, що складалася з лінкорів «Роял Соверен», «Резолюшн», «Рівендж» і «Квін Елізабет», базувалася на Мальті. До 1930-х років п'ять кораблів типу «Квін Елізабет» були замінені шляхом масштабної модернізації. Однак «Роял Соверен» та його сістер-шипи були меншими та повільнішими за клас «Квін Елізабет», тому вони не зазнали значної модернізації в міжвоєнний період. Єдиними змінами були посилення зенітних батарей.
У серпні 1935 року «Роял Соверін» було переведено до 2-ї бойової ескадри Атлантичного флоту, флагманом контрадмірала Чарльза Ремсі. З червня 1937 року до 18 лютого 1938 року лінкор знову був у капітальному ремонті, після чого повернувся до 2-ї бойової ескадри. У 1939 році король Георг VI здійснив державний візит до Канади; «Роял Соверін» та решта флоту супроводжували його корабель на півдорозі через Атлантику та зустріли його на зворотній ділянці плавання.
На початку 1939 року Адміралтейство розглядало плани відправити «Роял Соверін» та чотири лінкори його типу до Азії, щоб протистояти японському експансіонізму. Вони аргументували це тим, що прийнята на той час «Сінгапурська стратегія», яка передбачала формування флоту в Британії для протистояння нападу Японії, була за своєю суттю ризикованою через тривалу затримку. Вони стверджували, що спеціальний бойовий флот, що дислокуватиметься в тому регіоні, дозволить швидше реагувати. Однак від цього плану відмовилися, зважаючи на те, що нові лінкори типу «Кінг Джордж V» почнуть надходити на озброєння до 1941 року. В останні тижні серпня 1939 року Королівський флот почав зосереджуватися на базах воєнного часу, оскільки напруга у відносинах з Німеччиною зростала. «Роял Соверін» прибув до Інвергордона, де приєднався до «Резолюшн» і «Роял Оак», «Родні» та лінійного крейсера «Ріпалс». 31 серпня до них приєднався «Нельсон», флагман адмірала Чарльза Форбса, командувача Домашнього Флоту.

#### Друга світова війна
31 серпня, за день до вторгнення Німеччини в Польщу, «Роял Соверін» увійшов до складу сил контролю у розриві Гренландія-Ісландія-Сполучене Королівство для патрулювання німецьких торговельних суден, які могли намагатися дістатися до Німеччини. На початку війни у вересні 1939 року «Роял Соверін» був призначений до 2-ї бойової ескадри Домашнього Флоту. Він мав завдання охороняти конвої до Британії.
У травні 1940 року його перевели до Середземноморського флоту, з базуванням в Александрії разом з лінкорами «Воспайт», «Малая» і «Веліант» під командуванням адмірала Ендрю Каннінгема. 25–27 червня він з лінкором «Раміліз» супроводжували два конвої з Александрії на Мальту. 28 червня повітряна розвідка виявила італійські міноносці біля Закінфа. Адмірал Джон Тові привів у повну бойову готовність 7-му крейсерську ескадру. «Роял Соверін» залишився через повільну швидкість. Каннінгем розділив свій флот на три групи; «Роял Соверін» і «Малая» були ядром групи «C».
Корабель брав участь у битві за Калабрію 18 липня, але його повільна швидкість руху не дала йому змоги вступити в бій з італійськими лінкорами. «Воспайт» виніс основний тягар дій, оскільки «Роял Соверін» і «Малая» відставали.
У середині серпня 1940 року під час походу в Червоному морі «Роял Соверен» був невдало атакований італійським ПЧ «Галілео Ферраріс». Пізніше того ж місяця він повернувся до виконання обов'язків супроводження атлантичних конвоїв. У травні 1941 року Адміралтейство вирішило розгорнути потужний флот, який мав базуватися в Сінгапурі, щоб протистояти будь-яким спробам Японії вторгнутися в західні британські колонії в Південно-Східній Азії. «Роял Соверін» разом з «Рівендж», «Раміліз» і «Резолюшн» були призначені до цього угруповання, що мало до березня 1942 року зосередитися в Сінгапурі, хоча «Роял Соверін» прибув раніше. На початку березня 1942 року «Роял Соверін», важкий крейсер «Корнуолл» і кілька менших кораблів супроводжували конвой SU.1 з дванадцяти військових суден, що перевозили 10 090 солдатів. Конвой вирушив з Коломбо 1 березня до Австралії. 15 березня вони без пригод досягли Фрімантла.
До кінця березня 1942 року був сформований Ост-Індський Флот під командуванням адмірала Джеймса Сомервілля. Флот мав пару авіаносців флоту, старий авіаносець «Гермес» і п'ять лінійних кораблях, чотири з яких були «Роял Соверен» та лінкори типу «Рівендж»; п'ятим був «Воспайт». До складу флоту входили також сім крейсерів і шістнадцять есмінців. Попри чисельну значущість Східного флоту, багато його кораблів, включаючи чотири лінійні кораблі типу «Рівендж», не відповідали викликам сучасного морського бою. Потужний «Кідо Бутай» японського віцеадмірала Тюїті Наґумо складався з шести авіаносців і чотирьох швидкісних лінійних кораблів, і був значно сильнішим за Східний флот Сомервілля. В результаті тільки модернізований «Воспайт» міг взаємодіяти з двома авіаносцями; «Роял Соверін» з однотипними лінкорами та «Гермес» старались тримати подалі від поля бою, виділяючи їх для супровдження конвоїв в Індійському океані.
Наприкінці березня дешифрувальники Далекосхідного Об'єднаного Бюро, філії Блечлі-Парку, повідомили Сомервіллю, що японці планують рейд в Індійський океан, щоб атакувати Коломбо і Тринкомалі та знищити їхній флот. Тому він розділив свій флот на дві групи: з'єднання «А», яка складалася з двох флотських авіаносців, «Воспайта» і чотирьох крейсерів, і з'єднання «B», з «Роял Соверіна» та однотипних лінкорів часів Першої світової й авіаносець «Гермес». Він мав намір влаштувати засідку на флот Нагумо в нічному бою, єдиний спосіб, за допомогою якого, на його думку, він міг здобути перемогу. Після трьох днів безуспішних пошуків японського флоту Сомервілль повернувся на атол Адду, щоб дозаправитися. Заправляючи свої кораблі, Сомервіль отримав повідомлення про те, що японський флот наближається до Коломбо, місто було атаковано наступного дня, 5 квітня, а 9 квітня японці завдали удару по Тринкомалі.
Після рейду у квітні 1942 року Сомервілль відкликав «Роял Соверін» разом з трьома старими лінкорами до Момбаси, де вони могли забезпечити прикриття судноплавних шляхів на Близькому Сході та в Перській затоці. Рано вранці 9 квітня «Роял Соверін» з іншими кораблями вирушили з атолу Адду, прямуючи до Момбаси. Тут вони залишалися до вересня 1943 року, за винятком ще одного тривалого періоду перебування на ремонті на Філадельфійській верфі наприкінці 1942 року. Поки «Роял Соверін» був пришвартований у Філадельфії, американський легкий крейсер «Бойсе», сильно пошкоджений ветеран битви біля мису Есперанс, ділився з нею пірсом. Під час ремонту палубна броня корабля була збільшена на 2 дюйми (51 мм), а чотири шестидюймові гармати були зняті. Але вже у березні 1943 року «Роял Соверін» було знову відправлено назад до Сполучених Штатів для капітального ремонту у Філадельфії. У вересні 1943 року він повернувся до Індійського океану, щоб відновити свої патрульні обов'язки. У січні 1944 року лінійний корабель вийшов з Індійського океану, прямуючи до берегів Британії.
Після повернення до Британії «Роял Соверін» був відправлений на військово-морську базу в Скапа-Флоу. 30 травня 1944 року його передали в оренду радянському військово-морському флоту, де корабель перейменували на «Архангельськ». 17 серпня 1944 року вийшов у складі супроводу конвою JW 59 з 33 торговельних суден. На маршруті конвой був атакований підводним човном U-711. Капітан підводного човна Ганс-Гюнтер Ланге неправильно повідомив про влучення в «Архангельськ» і есмінець, хоча його торпеди вибухнули передчасно. Вважаючи, що вони понівечили лінкор, німці кілька разів атакували корабель підводними човнами, коли він стояв на рейді у Мурманську. Проте протиторпедні мережі надійно прикрили корабель. Тоді німці планували використати шість малих підводних човнів «Бібер» для атаки на корабель, але через механічні несправності зрештою змусили їх скасувати план. Радянський екіпаж прийняв корабель 29 серпня 1944 року в Полярному. «Архангельськ» був найбільшим кораблем радянського флоту під час війни. Перебуваючи на радянській службі, він був флагманом адмірала Гордія Левченка і мав завдання зустрічати союзницькі конвої в Північному Льодовитому океані та супроводжувати їх до Кольської затоки. Сам корабель був погано утеплений перед його передачею радянському флоту, і йому не вистачало загальнокорабельних систем опалення, а також мастильних матеріалів, придатних для арктичних умов.
Наприкінці 1947 року «Архангельськ» сів на мілину в Білому морі; розмір збитків залишився невідомим. 4 лютого 1949 року радянський Північний флот повернув корабель Королівському флоту після того, як колишній «Джуліо Чезаре» був переданий радянському Чорноморському флоту. Ради, намагаючись залишити корабель собі, спочатку прагнули уникнути відправлення лінкора назад, стверджуючи, що він технічно неспроможний повернутися до Британії. Однак після огляду офіцером Королівського флоту СРСР погодився повернути його в січні 1949 року. Після повернення на військово-морську базу Росайт персонал Королівського Флоту ретельно оглянув корабель і виявив, що значна частина його обладнання непридатна для експлуатації. Інспекторам здавалося, що башти головної батареї не поверталися, поки корабель перебував на радянській службі (хоча існують фотографії, які спростовують це переконання), і були заклинені на центральній осі. Незабаром лінійний корабель був проданий на брухт, останній представник кораблів свого типу, якого спіткала така доля.